# Somebody Dance with Me
Somebody Dance with Me is een nummer van de Zwitserse DJ BoBo uit 1993. Het is de tweede single van zijn album Dance with Me. Het nummer bevat een aantal samples uit Somebody's Watching Me van Rockwell.

## Achtergrond
De single werd een grote hit in het Duitse taalgebied, Zweden, Noorwegen en Nederland. In DJ BoBo's thuisland Zwitserland behaalde de single de nummer 1-positie. 
In Nederland was de single in week 32 van 1993 Alarmschijf op Radio 538 en werd een grote hit. De single bereikte in de destijds nieuwe publieke hitlijst op Radio 3, de Mega Top 50, de 3e positie en in de Nederlandse Top 40 werd de 4e positie bereikt.
In België beteikte de single de 32e positie in de voorloper van de Vlaamse Ultratop 50 en piekte op de 19e positie in de Vlaamse Radio 2 Top 30. In Wallonië werd géén notering behaald. 